# John Tempesta
John Tempesta (New York, 26 settembre 1964) è un batterista statunitense Heavy metal, molto attivo nel genere.

## Biografia
Nato e cresciuto nel Bronx, John iniziò a suonare la batteria ascoltando le performance di Ringo Starr, noto batterista dei Beatles. Egli acquistò questo strumento da un suo vicino di casa che l'aveva messa in vendita.
Nel 1977, John, ancora ragazzino, vide un concerto di David Bowie, rimanendo colpito dal batterista del cantante inglese, Dennis Davis, che tuttora John annovera tra le sue maggiori influenze. Altri batteristi da lui ammirati sono Cozy Powell, Simon Phillips, John Bonham, Dave Lombardo, Terry Bozzio, Lars Ulrich e Alex Van Halen.
Agli inizi degli anni ottanta, Tempesta ottenne un posto di lavoro negli Anthrax, facendo il tecnico della batteria di Charlie Benante. John imparò molto dal drummer degli Anthrax, prendendo tanti spunti dai suoi groove con la doppia cassa e avvicinandosi sempre di più al metal più incisivo e più ginnico.
Terminato il suo lavoro come roadie nel 1989, John intraprende la sua attività da batterista professionista. Inizia con gli Exodus, nota band Thrash metal con cui incise tre album. Ha lavorato anche con i White Zombie e in seguito, dopo lo scioglimento del gruppo, con il leader Rob Zombie.
Nell'ottobre 2005, John ha formato, assieme al chitarrista e fratello Mike Tempesta, gli Scum of the Earth, un gruppo che propone sonorità metal miscelate con quelle pop, dove si avvertono richiami alla musica di Rob Zombie.
Da non dimenticare, inoltre, il suo contributo con i Testament, con cui ha registrato Low nel 1994, il disco della rinascita dopo che il combo deluse molti fans con il precedente The Ritual. Dopo questo disco, il batterista lasciò la band. Vi farà ritorno in diverse occasioni come turnista dal vivo e per registrare il disco First Strike Still Deadly, che contiene 10 classici dei primi 2 album (oltre al brano Reign of Terror presente nel primo demo e incisa nell'EP Return to the Apocalyptic City) del gruppo reincisi nel 2001.
Dal 2006 è il batterista della storica rock band The Cult.

## Discografia

### con gli Exodus
- 1990 - The Lunatic Parade (singolo)
- 1990 - Objection Overruled (singolo)
- 1990 - Impact Is Imminent
- 1991 - Good Friendly Violent Fun (album dal vivo)
- 1992 - Thorn in My Side (singolo)
- 1992 - Force of Habit

### Con i Testament
- 1994 - Dog Faced Gods (singolo)
- 1994 - Wach Auf! (split)
- 1994 - Low
- 1996 - The Best of Testament (compilation, nei brani 8, 13)
- 1997 - Signs of Chaos: The Best of Testament (compilation, nei brani 5, 10, 16, 17)
- 2000 - The Very Best of Testament (compilation, nel brano 15)
- 2001 - First Strike Still Deadly
- 2005 - Live in London (album dal vivo)

### Con i White Zombie
- 1995 - More Human Than Human (singolo)
- 1995 - Electric Head Pt. 2 (singolo)
- 1995 - Real Solution #9 (singolo)
- 1995 - Astro-Creep: 2000 - Songs of Love, Destruction and Other Synthetic Delusions of the Electric Head
- 1996 - Super-Charger Heaven (singolo)
- 1996 - El Phantasmo and the Chicken-Run Blast-o-Rama (singolo)
- 1996 - I'm Your Boogie Man (singolo)
- 1996 - Blood, Milk and Sky (singolo)
- 1996 - Ratfinks, Suicide Tanks and Cannibal Girls (singolo)
- 1996 - The One (split, nei brani 1, 4)
- 1996 - Supersexy Swingin' Sounds
- 2003 - Past, Present & Future (split, nei brani 3, 6)

### Con i The Cult
- 2007 - Born into This
- 2012 - Choice of Weapon
- 2016 - Hidden City

### Altri
- 1992 - Gangster Rebel Bop, con i Two-Bit Thief (nei brani 1, 2, 3, 4, 5, 6, 10)
- 2000 - Iommi, con Tony Iommi (nel brano 2)
- 2004 - Size Matters, con gli Helmet
- 2004 - Hangover Music Vol. VI, con i Black Label Society (nel brano 14)
- 2006 - Live In: Nerd Rage, con Brian Posehn (nei brani 18, 20)
- 2008 - Swan Songs, con gli Hollywood Undead (nel brano 14)
- 2015 - Ride, con i Motor Sister

## Altre Collaborazioni
- Rob Zombie (batteria, dal 1997 al 2005)
- Scum of the Earth (batteria e voce, dal 2003 al 2006)
- The Cult (batteria, dal 2006 a oggi)
- Temple of the Black Moon (batteria, dal 2011 a oggi)
- The Dead Daisies (batteria, dal 2014 al 2015)
- Prong (batteria, nel 1997)